# Пинехас бен-Яир
Раввин Пинехас бен-Яир (др.-евр. ר׳ פנחס בן יאיר‬) — иудейский танна II века, слывший чудотворцем; герой многих еврейских легенд. Придерживался учения ессеев, признававших известное влияние благочестивой жизни на трансцендентальное существование души.

## Биография
Сын некоего Яира. В частной жизни Пинехас также следовал ессейским обычаям; он занимался земледелием и жил своим трудом. Зять раввина Шимона бен-Иохаи.

## Труды и учение
Пинехас отмечал духовное падение народа своего времени.
Пинехас часто упоминается у караимских писателей, которые ссылаются на него, будто он в одном труде высказался, что праздник Пятидесятницы всегда приходится на воскресенье, как это утверждают караимы.

### «Мидраш Тадше»
Эпштейн, исходя из многих соображений, полагает, что «Книга Юбилеев» должна быть приписана Пинехасу. Это даёт лишний довод в пользу утверждения, что сборник «Мидраш Тадше», для которого «Книга Юбилеев» служила источником и в котором трактуется о символическом значении чисел, принадлежит Пинехасу.
Ввиду того что число семь играло известную роль в мистике ессеев, Пинехас придавал большое значение закону о седьмом годе и однажды протестовал против одного облегчения этого закона, которое намеревался ввести раввин Иуда I. Пинехас был вообще противником нововведений, облегчающих выполнение законов.
В Талмуде никаких галах от имени Пинехаса не сохранилось.

### Барайта
«Барайта рабби Пинехаса бен-Яир» приводит от имени Пинехаса перечень 10 ступеней духовного усовершенствования, включающий главные элементы ессеизма: чистота тела и достижение Святого Духа, между которыми существует тесная связь.
Барайта была напечата Грюнхутом в антологии «Сефер ха-Ликкутим» (1898—1903). Барайта содержит афоризмы рабби Пинехаса бен-Яир и рабби Элиезера га-Гадола о временах Мессии и о различных степенях благочестия, цитируемых также и трактате «Сота» (IX, 15). Афоризмы живо напоминают произведения апокалиптической литературы.